# Homiyu Tesfaye
Homiyu Tesfaye (* 23. Juni 1993 in Debre Zeyit, Äthiopien) ist ein deutscher Leichtathlet äthiopischer Herkunft. Seine Spezialdisziplinen gehören zum Mittelstreckenlauf.

## Werdegang
Homiyu Tesfaye wurde als Äthiopier geboren. Im Juli 2010 stellte er ein Asylgesuch in Frankfurt am Main; ein Jahr später ging er erstmals in einem Juniorenwettbewerb in Deutschland an den Start. Seit Juli 2013 ist er für Deutschland startberechtigt.
Tesfaye belegte bei den Weltmeisterschaften 2013 in Moskau im 1500-Meter-Lauf – als schnellster Europäer – den fünften Platz. Bei den Europameisterschaften 2014 in Zürich wurde er ebenfalls Fünfter. Am 14. Februar 2015 verbesserte er in Wien den deutschen 1500-Meter-Rekord in der Halle auf 3:35,71 min, den er fünf Tage später in Stockholm mit 3:34,13 min nochmals unterbot.
Bei den Olympischen Spielen 2016 in Rio de Janeiro schied Tesfaye im Halbfinale aus. Schon vor den Spielen arbeitete Tesfaye nicht mehr mit Bundestrainer Heinig zusammen. Zum 1. November 2016 schied er bei der Bundeswehrförderkompanie aus und gehörte keinem DLV-Kader mehr an. Mitte 2017 wurde bekannt, dass Tesfaye wieder mit Heinig zusammenarbeitet. Bei den Weltmeisterschaften in London schied er über 1500 Meter im Halbfinale aus.
2018 verbesserte er beim CPC Loop Den Haag seine Halbmarathonbestzeit aus dem Vorjahr auf 1:01:20 h und lief damit auf Rang fünf der ewigen deutschen Bestenliste. Er gab an, sich in der Saison 2018 vorwiegend auf die 5000 und 10.000 Meter zu fokussieren. Nachdem er auf diesen Strecken aber die EM-Norm nicht geschafft hatte, startete er bei den Europameisterschaften in Berlin über 1500 Meter, wo er 13. und damit Letzter des Finallaufes wurde.
Bei seinem Marathondebüt am 27. Oktober 2019 in Frankfurt hatte er keine gute Renneinteilung und belegte in 2:18:30 h den 29. Rang.
Tesfaye ist mit der zweimaligen 1500-Meter-Weltmeisterin Maryam Yusuf Jamal verheiratet, mit der er zwei Töchter hat.

## Vereinszugehörigkeiten und Trainer
Tesfaye startet seit 1. Januar 2021 für den TSV Pfungstadt und war zuvor zehn Jahre bei der LG Eintracht Frankfurt. Dort war Wolfgang Heinig sein Heimtrainer, der auch bis 2016 DLV-Bundestrainer war.

## Kontroverse um Alter und Identität
Homiyu Tesfaye wird vorgeworfen, er sei der bis 2010 im Jugendbereich aktive äthiopische Läufer Henok Tesfaye Heyi (* 23. Februar 1990). Nach seinem Asylgesuch im Juli 2010 wurde Anzeige wegen Sozialbetrugs erstattet; anschließend gab es eine Kontroverse um Tesfayes Alter und Identität. Obwohl aus politischen Gründen aus Äthiopien geflüchtet, absolvierte Tesfaye nach seiner Einbürgerung regelmäßig Trainingslager in Äthiopien.

## Erfolge

### Nationale Meistertitel
- 2012: U20 1500 Meter (Halle)
- 2012: U20 3000 Meter (Halle)
- 2012: 1500 Meter (Halle)
- 2012: U20 Crosslauf
- 2012: U23 Halbmarathon
- 2012: U23 1500 Meter
- 2012: U20 1500 Meter
- 2012: U20 3000 Meter
- 2012: U20 5000 Meter
- 2013: 10.000 Meter
- 2013: U23 1500 Meter
- 2014: 1500 Meter (Halle)
- 2014: 3000 Meter (Halle)
- 2015: 1500 Meter (Halle)

### Internationale Resultate
- 2013: 5. Platz Weltmeisterschaften über 1500 Meter
- 2014: 7. Platz Hallenweltmeisterschaften über 1500 Meter
- 2014: 5. Platz Europameisterschaften über 1500 Meter
- 2015: 4. Platz Halleneuropameisterschaften über 1500 Meter
- 2016: 10. Platz Europameisterschaften über 1500 Meter

## Persönliche Bestleistungen
Halle
- 800 Meter: 1:48,26 min (2015)
- 1500 Meter: 3:34,13 min (2015 DR)
- 3000 Meter: 7:58,09 min (2014)

Freiluft
- 800 Meter: 1:46,40 min (2013)
- 1000 Meter: 2:17,56 min (2014)
- 1500 Meter: 3:31,98 min (2014)
- 1 Meile: 3:49,86 min (2014)
- 3000 Meter: 8:03,95 min (2012)
- 5000 Meter: 13:58,73 min (2013)
- 10.000 Meter: 29:08,44 min (2013)
- 10-km-Straßenlauf: 27:51 min (2015)
- Halbmarathon: 1:01:20 h (2018)
- Marathon: 2:18:30 h (2019)